# Донський державний технічний університет
Донський державний технічний університет (ДДТУ), раніше Ростовський інститут сільськогосподарського машинобудування (РІСХМ) — один з вишів м. Ростова-на-Дону.

## Загальна інформація
Донський державний технічний університет займає особливе місце в освітньому комплексі Південного регіону. На 17 факультетах більш ніж по 60 напрямами (спеціальностями) вищої професійної освіти, в тому числі за 20 напрямками магістратури, 16 спеціальностями середньої професійної освіти навчається більше 23 тисяч студентів.

### Керівництво ДДТУ
- 1930 - 1931 - Л. Б. Суниця (директор);
- 1931 - 1932 - А. К. Вітковський (директор);
- 1935 - 1938 - С. А. Сєріков (директор);
- 1938 - 1939 - П. А. Чікішев (директор);
- 1939 - 1941 - І. І. Смирнов (директор);
- 1941 - Я. Г. Лівшиць (в. о. Директора);
- 1941 - 1943 - В. І. Лепорський (директор);
- 1943 - 1944 - Л. І. Лебіотко (директор);
- 1944 - 1973 - Л. В. Красніченко;
- 1973 - 1980 - Ю. В. Гриньків;
- 1980 - 1983 - академік РАСГН (ВАСГНІЛ) І. А. Долгов;
- 1983 - 1988 - Ю. А. Устинов;
- 1988 - 2007 - А. А. Рижкин;
- С 2007 - Б. Ч. Месхі.

## ДДТУ сьогодні
Сьогодні в ДДТУ навчається понад 50000 студентів. Він складається з 17 факультетів, навчальний процес більш ніж по 100 напрямами підготовки ведуть 1500 викладачів, понад 60% яких мають вчені ступені і звання. В університеті працюють 111 докторів наук, професорів, 500 кандидатів наук. Виш має в своєму розпорядженні 4 інститутами та філіями в Азові і Таганрозі, Волгодонську, П'ятигорську, Ставрополі.
В університеті успішно працює перший і єдиний в Росії Болонський клуб, студенти університету мають можливість навчання за кордоном (з обміну). У ДДТУ маються технічний ліцей, кадетський корпус, гімназія.

## Технічний ліцей при ДДТУ
Ліцей при ДДТУ є першим муніципальним загальноосвітнім закладом в м. Ростові-на-Дону, створеним безпосередньо в структурі вишу. Він відкритий з ініціативи академіка Рижкин А. А. та начальника управління освіти м. Ростова-на-Дону Бут В. Ф. в 1989 р. як інженерно-технічна школа, яка у 1991 р. отримала статус - технічний ліцей.

## Факультети до структурної реорганізації
- Технологія машинобудування (з самого початку), декан доцент В. Аксьонов;
- Конструкторський (з самого початку, колишній «Механічний»), декан доцент М. В. Савенков;
- Автоматизація та інформатика (1958), декан професор В. Н. Ананченко;
- Гуманітарний (1989), декан доцент С. Я. Подопригора;
- Міжнародний (1997), декан доцент Р. М. Тазапчіян;
- Заочний (1957), декан доцент В. П. Моїсеєнко.

## Структурна реорганізація університет
Наказами ректора в ДДТУ в 2008 на базі існуючих факультетів і кафедр створені нові факультети:
- Приладобудування та технічне регулювання, декан професор В. П. Дімітров
- Машини та обладнання агропромислового комплексу, декан професор М. В. Савенков
- Авіабудування. Транспорт, сервіс та експлуатація, декан доцент С. І. Попов
- Технологія машинобудування, декан доцент В. Н. Аксьонов
- Нанотехнології та композиційні матеріали, декан доцент Р. А. Фрідріх
- Безпека життєдіяльності та інженерна екологія, декан доцент С. А. Хлебунов
- Машинобудівні технології та обладнання, декан доцент Ю. А. Гордін
- Автоматизація, мехатроніка і керування, декан доцент А. Н. Кочетов
- Інформатика та обчислювальна техніка, декан доцент В. М. Поркшеян
- Міжнародний, декан Чеплигіна І.М.
- Соціально-гуманітарний, декан Н. А. Мамчіц
- Інноваційний бізнес і менеджмент, декан доцент А. А. Резваном
- Агроінженерія, декан С.А. Шульга
- Нафтогазопромислового, декан Ю.Я. Герасименко
- Управління та підприємництва, декан І.Г. Сагірян
- Електромеханіка і технологічні машини, декан В.А. Федічкін
- Медіакомунікації і мультимедійних технологій, декан В.А. Колодкін

Заочний факультет ліквідовано, групи заочників передані в основні факультети.

## Відомі випускники ДДТУ
- Бабкін Олексій Микитович - діяч радянських спецслужб, генерал-лейтенант.
- Коломейцев Микола Васильович - російський політик, депутат Державної Думи III, V та VI скликань, 1-й секретар Ростовського обкому КПРФ.
- Старков Владислав Андрійович - російський журналіст, головний редактор газети Аргументи і Факти з 1980 по 2004;
- Степанова Зоя Михайлівна - російський політик, депутат Державної Думи Російської Федерації IV-VI скликань від партії «Єдина Росія», дружина М. А. Чернишова;
- Чернишов Михайло Анатолійович - російський політик, мер міста Ростова-на-Дону.